# Portrait de Daniel-Henry Kahnweiler
Portrait de Daniel-Henry Kahnweiler est un tableau peint par Pablo Picasso en 1910. Cette huile sur toile constitue un portrait cubiste du marchand d'art Daniel-Henry Kahnweiler. Elle est conservée à l'Art Institute of Chicago, aux États-Unis.

## Expositions
- Le Cubisme, Centre national d'art et de culture Georges-Pompidou, Paris, 2018-2019.